# Толстоухов, Иван
Ива́н Толстоу́хов — русский землепроходец XVII века, первый исследователь Таймыра.
В 1686 году отправился на трёх кочах (60 человек) из Новой Мангазеи (на Енисее в окрестностях современного Туруханска) с намерением достичь устья Лены морским путём, обогнув Ледяной мыс. Вся экспедиция пропала без вести (погибла). Лишь спустя столетия по маршруту его следования были обнаружены две его зимовки (нижний Енисей, 1687 и Пясина, 1688).
По версии М. И. Белова (1977), экспедиция Толстоухова (видимо, в 1689 году) достигла залива Симса и островов Фаддея на северо-восточной оконечности Таймыра, где и погибла.
Б. О. Долгих, ознакомившись с материалами, привезёнными гидрографами, пришёл к выводу, что находки на острове Фаддея соответствуют начальному этапу трагедии, а остатки на берегу залива Симса — заключительному. Он предположил, что морское судно, шедшее на восток в обход Таймыра, около северо-западного берега северного Фаддея было раздавлено льдами или погибло, налетев на камни, а экипаж высадился на остров. Люди поспешно оставляли судно, успевая спасти лишь часть имущества. Дождавшись, когда море замёрзло, они перешли на материк, оставив часть вещей на острове, предварительно засыпав их галькой и закрыв каменными плитами, а часть увезли с собой на санках, пройдя на запад до залива Симса, где построили на берегу избушку из плавника, оставили в ней двоих, в том числе одну женщину, предположительно нганасанку.
Судя по уцелевшим остаткам, дом был срублен в угол из брёвен плавника толщиной не более 20 сантиметров и имел в плане квадратное очертание. Размер сруба — 2,6 х 2,6 метра. Остальные потерпевшие крушение пошли дальше в надежде добраться до жилья. У западной стенки избушки, почти под ней, вместе со щепой оказалось много костей песцов. Самым резким штрихом в этой мрачной картине являются остатки человеческих скелетов, принадлежавшие по крайней мере трём погибшим в избушке людям. Вероятной причиной смерти исследователи называют голод.